# Karl Penka
Karl Penka (Mohelnice, 26 de outubro de 1847 — Viena, 10 de fevereiro de 1912), foi um linguista e etnólogo alemão.

## Arianismo
Considerado um dos precursores das idéias da superioridade da raça ariana, Penka popularizou a idéia de que os arianos haviam surgido na Escandinávia e que poderiam ser identificados através da pureza étnica das populações nórdicas, e suas características físicas (cabelos loiros, crânio alongado, olhos azuis).
Tomara por base as idéias do historiador judeu Ludwig Geiger, que em 1871 defendera ser a Europa central o local de origem da raça ariana, e posteriormente ampliada por Theodor Poesche com acréscimo de que os nórdicos haviam conservado seus caracteres intactos.
Apesar de polêmicas, suas idéias sobre as origens dos arianos tiveram grande repercussão na Inglaterra e foram defendidas sobretudo por Gerald Henry Rendall.